# Theridion teliferum
Theridion teliferum là một loài nhện trong họ Theridiidae.
Loài này thuộc chi Theridion. Theridion teliferum được Eugène Simon miêu tả năm 1895.